# 广泛性焦虑症
（世卫组织称“广泛性焦虑障碍”），是经常为小事而感到持续焦虑的状态，这种焦虑与周围任何特定的情景都没有关系，而一般是由过度的担忧引起。
大部分人有时会感到焦虑，这是正常现象，而长期的、不可控制的焦虑则成为一种障碍，广泛性焦虑障碍患者会对很多事情感到担心，并认为他们的担心不可控制，典型的表现就是常常担心自己或亲人患病或发生意外，异常担心经济状况，过分担心工作或工作能力。
广泛性焦虑障碍的特征主要包括：经常感到不安或兴奋，难以集中注意力，易疲劳，易怒，并会遭到长期的肌肉紧张和失眠，作为对这种症状的反应，许多人因此而形成了双重焦虑，对焦虑本身感到焦虑，害怕他们的症状会使他们失去工作，疏远配偶等。
许多广泛性焦虑障碍的患者一般不会寻求心理治疗，女性的发病率是男性的两倍，且不同文化背景的发病率很相似。

## 惊恐障碍
广泛性焦虑障碍类似处于恐慌症的间歇期，Barlow 等人（1988）认为这些症状确实是同一障碍的两个阶段。同时，也有一些研究对它们之间的区分给予了有力支持。Noyes（1992）及其同事在一系列的比较研究中发现了这两种障碍有三个主要不同点：
第一，他们的症状基础不同。广泛性焦虑障碍和中枢神经系统的过度唤起（失眠、不安、不能集中注意）有关，而惊恐障碍与自主神经系统的过度唤起（心跳和呼吸加速，眩晕恶心）有关。
第二，与惊恐障碍相比，广泛性焦虑障碍具有一个逐步发作的过程并有长期的原因。
第三，当这些障碍在家族中流行时，往往会表现出不同的遗传倾向。广泛性焦虑障碍患者的一级亲属中更有可能出现广泛性焦虑障碍，而在焦虑障碍患者的一级亲属中更有可能出现惊恐障碍。

## 诊断
DSM-IV-TR对广泛性焦虑障碍的诊断标准
过分的担心和忧虑
忧虑难以控制
患者至少经历了以下几项中的三项：不安、易疲劳、注意集中困难、易激惹、兴奋肌肉紧张、睡眠障碍
易怒
睡眠障礙,例如:難以入眠.難以持續睡眠.睡眠不飽足

## 症状
在广泛性焦虑障碍中，焦虑有至少持续一个月（通常会长很多），而且与最近的生活经验无关。广泛性焦虑障碍的症状有四种：运动型紧张、神经系统的过度活跃、对未来的担心、恐惧和过度的警觉。患者可能是经历其中的某种症状，或者也可能是上述这些症状的结合。

### 运动性紧张
出现该症状的患者不能放松，情绪激昂，并伴有明显的颤抖和紧张；患者普遍出现紧张的面部表情，例如双眉紧锁、深深叹气。此外，这些患者都容易受到惊吓。

### 神经系统的过度活跃
在出现这些症状的患者中，交感神经和副交神经系统会运作过长时间。伴有出汗、震颤、心跳加快、忽冷忽热、双手湿冷、胃痛、头晕眼花、尿频或腹泻、喉咙梗塞，还有脉动和呼吸频率加快等表现。

### 对未来的担心、恐惧
患有广泛性焦虑障碍的人们常常担心他们的未来，担心他们身边亲近的人未来以及担心他们所拥有的珍贵事物的未来。例如害怕親人去世、發生火災等等

### 过度的警觉
处于广泛性焦虑中的人们会采用一种警觉的态度来面对生活。他们不断地审视环境中的危险（并非天性使然），尽管他们不能确定究竟是什么危险。这种过度的警觉与他们过度被唤醒的状态有关。因为他们经常处于对潜在危险的警惕状态中，所以他们很容易从正在从事的工作中分心。这种过度的警惕也导致他们难以入睡。